# Die kleine Inge und ihre drei Väter
Die kleine Inge und ihre drei Väter ist eine deutsche Stummfilmkomödie aus dem Jahre 1926 von Franz Osten mit Dorothea Wieck als Inge sowie Oskar Marion, Harry Hardt und Carl Walther Meyer als ihren drei „Vätern“.

## Handlung
Schon als gereifte Teenager haben die jungen Herren Jonny Paulsen, Bob Rinks und Fred Kraft versprochen, sich um das kleine Waisenmädchen Inge zu kümmern und ihr eine anständige Ausbildung zukommen zu lassen. Tatsächlich ist in den folgenden Jahren aus dem süßen Kind eine hübsche, erwachsene Frau geworden, die erfolgreich ein Lehrerinnenseminar abgeschlossen hat. Angesichts des bestandenen Examens treffen sich alle vier wieder … und prompt verlieben sich Jonny, Paul und Fred in Inge. Jeder von ihnen hätte sie gern für sich, und da sich Inge offensichtlich auch nicht so recht für einen bestimmten entscheiden kann, schlägt der Pfarrer vor, dass Inge probeweise bei jedem der drei Bewerber um ihre Gunst vier Wochen Zeit verbringen solle. Anschließend solle sie dann ihre Entscheidung verkünden, bei und mit wem sie bleiben möchte. Da keiner der jungen Herren dem anderen über den Weg traut, beginnen sich nun die drei Männer einander zu überwachen und belauern, was zu allerlei komischen und vertrackten Situationen führt. Da Inge am Ende immer noch nicht schlauer geworden ist, für wen sie sich entscheiden soll, muss schließlich das Los entscheiden: Jonny Paulsen ist der Glückliche und darf Inge heimführen, während sich dessen Kumpels Bob und Fred zwei von Inges Lehrerseminar-Freundinnen angeln.

## Produktionsnotizen
Die kleine Inge und ihre drei Väter wurde im Juli und August 1926 im Filmstudio von Geiselgasteig bei München gedreht, passierte am 29. August 1926 die Zensur und wurde am 14. Oktober 1926 in Berlins Schauburg uraufgeführt. Der mit Jugendverbot belegte Streifen besaß sieben Akte, verteilt auf 2699 Metern Länge.
Die Brüder Willy Reiber und Ludwig Reiber gestalteten die Filmbauten.